# سیل ۱۴۰۱ ایران
سیل ۱۴۰۱ ایران به مجموعه بالاآمدگی آب‌ها، وقوع سیل در مناطق مختلف ایران و پیامدهای آن همچون رانش زمین در تابستان سال ۱۴۰۱ اشاره دارد. براساس گزارش‌های رسمی ضمن خسارت‌های مالی به شهرها و روستاهای مختلف، دست‌کم ۹۵ تن جان خود را از دست داده و ۱۶ نفر در پی این حوادث ناپدید شده‌اند.

## تلفات و خسارات
استان‌هایی که تاکنون بیشترین میزان خسارت در آن‌ها گزارش شده سیستان و بلوچستان، تهران، فارس، کرمان، هرمزگان، قم، سمنان، مازندران، یزد، آذربایجان شرقی، خراسان جنوبی، خوزستان، گلستان، اصفهان، بوشهر، کهگیلویه و بویراحمد، چهارمحال و بختیاری و مرکزی هستند.
| شماره | منطقه              | تلفات جانی | توضیحات پیامدها و خسارات غیر جانی |
| ----- | ------------------ | ---------- | --- |
| ۱     | تهران              | ۴۳         | ۲۲ کشته در سیل امامزاده داوود، ۱۵ کشته در فیروزکوه، ۱ نفر در دماوند، ۱ نفر شمیرانات و ۴ نفر در پردیس |
| ۲     | سیستان و بلوچستان  | ۵          | حداقل ۲۰۰۰ آسیب‌دیده سیل - خسارت به تأسیسات آب و فاضلاب |
| ۳     | یزد                | ۵          | ۵ کشته و ۱۰ مصدوم |
| ۴     | فارس               | ۲۴         | وقوع سیل در شهرستان استهبان با ۲۳ کشته غرق شدن یک زن عشایر در گردنه خالص آباده طشک، شهرستان بختگان |
| ۵     | کرمان              | ۵          | شکستن سد دهج در کرمان تخریب ۳۶۰ راه روستایی، تخلیه ۳۴ روستا و آبگرفتگی ۱۷۰۰ واحد مسکونی در ۴۷ روستا، آسیب به ۵۰ شبکه برق روستایی، ۱۲۴ شبکه آب و ۳۳ شبکه مخابراتی |
| ۶     | هرمزگان            | ۰          | تخریب و آسیب به ۵۱۰۰ واحد مسکونی امدادگران کمیته امداد در میناب و رودان ریزش بخشی از قلعه هزاره میناب |
| ۷     | مازندران           | ۶          | بسته شدن محورهای مواصلاتی کندوان و هراز |
| ۸     | سمنان              | ۰          | بسته شدن راه‌های روستایی به دلیل وقوع سیل در شهرستان‌های گرمسار، آرادان، سرخه، مهدیشهر و سمنان |
| ۹     | اصفهان             | ۰          | تخریب و خسارت به خانه‌های روستایی بخش مرکزی شهرستان اردستان، تخریب قسمتی از سد خاکی روستای باغ میران در شهرستان برخوار و میمه و خسارت به چادرهای عشایر شهرستان فریدنو آب گرفتگی زیر گذر های اتوبان ها و راه افتادن گل ولای با آب از کوه صفه سیل زدگی سپاهان شهر و بهارستان و جاری شدن سیل در زاینده رود |
| ۱۰    | بوشهر              | ۰          | آب گرفتگی برخی منازل در شهرستان دشتستان |
| ۱۱    | خوزستان            | ۳          | ---- |
| ۱۲    | چهارمحال و بختیاری | ۲          | قطعی آب ۷ شهرستان و ۳۲ روستا و همین‌طور قطعی سراسری آب شهرکرد مفقود شدن دو نفر در کوهرنگ تلف شدن ۳۵۰تن ماهی سردآبی نابود شدن ۵۰۰تن محصولات کشاورزی خراب شدن ۲۵۰ خانه در روستای بارده تلف شدن ۲۰۰۰ راس گوسفند                                                                                            |
| ۱۳    | گلستان             | ۰          | مصدومیت یک نفر بر اثر برخورد صاعقه |
| ۱۴    | مرکزی              | ۳          | وقوع سیل در روستای سعادت‌آباد، شهرستان محلات یک کشته و ۳ مصدوم وقوع طوفان و بارش شدید باران در اراک منجر به شکستن درختان و ریزش دیوارها وقوع سیل در شهرستان فراهان خسارت به خانه‌های روستایی همچون آهنگران                                                                                               |
| ۱۵    | لرستان             | ۵          | وقوع رانش زمین در الیگودرز ۵ کشته و یک مفقودی |
| ۱۶    | البرز              | ۰          | سیل در طالقان ۴۰ خودرو را با خود برد و به منازل مسکونی روستای ناریان آسیب رساند. |
| ۱۷    | خراسان رضوی        | ۷          | از ۷ فوتی این استان یک نفر ایرانی و ۶ نفر از تبعه کشور عراق هستند |

## جزئیات

### سیل امامزاده داوود تهران
در ساعت ۱:۳۰ دقیقه بامداد ۶ مرداد ۱۴۰۱ بر اثر بارش شدید و ناگهانی باران سیل در دره امام‌زاده داوود تهران باعث جاری شدن حجم زیادی آب و گل و لای به سوی پایین دست شد، این سیلاب با ساختمان امامزاده برخورد کرد و باعث مرگ ۸ نفر و مصدوم شدن ۹ نفر شد. بنای امامزاده داوود نیز در این حادثه دچار آسیب جدی شد.

### سیل استهبان فارس
در ۳۱ تیر حوالی ساعت ۱۸:۳۰ در استهبان استان فارس در کیلومترها بالادست رودخانه طغیان ایجاد شد، این باعث شد که گردشگران و افرادی که در حریم رودخانه در پایین دست بودند ناگهان با سیل مواجه شوند. در این حادثه، سیل تعدادی خودرو را با خود برد و ۲۳ نفر جان خود را از دست دادند.

### استان چهارمحال و بختیاری
در اوایل مرداد سال ۱۴۰۱ در پی بارش‌های شدید در سراسر استان چهارمحال و بختیاری بحران سیل سراسر استان را دربر گرفت که سبب خسارات سنگین، تلفات و مفقودی افراد، قطع راه‌های ارتباطی و قطعی آب شرب در اقسی نقاط استان چهارمحال و بختیاری شد. در نتیجه جاری شدن سیل در استان چهار محال و بختیاری خسارات گسترده‌ای به اموال عمومی و شخصی شهروندان وارد آمد و آب تعداد زیادی از شهرها و روستاها منجمله شهرکرد قطع گردید. همچنین سیل در روستای بارده، موجب تخریب بیش از ۲۵۰ خانه و آسیب رسیدن شدید به امامزاده و تاسیسات برق و تلفن روستا و تلف شدن بیش از هزار راس دام شد.

#### شرح رویداد
در روز ۶ مرداد بارش‌های سنگین وضعیت شهرستان بن روستای بارده را در وضعیت اضطراری بحران قرار داد، مسدود شدن ورودی و خروجی در نتیجه آسیب رسیدن به پل ارتباطی این روستا امکان دسترسی یا خروج از آن را سلب کرد، همچنین در پی جاری شدن سیل در کوهرنگ، بروجن و شهرکرد احتمال وقوع آب گرفتگی و خسارات مالی در نظر گرفته شد.
علت وقوع سیل ورود سامانه بارشی موسوم به مونسونی به استان قلمداد شد، نهایتا و با تشدید سیل خسارت سنگینی به روستای بارده وارد گشت، ۷ مرداد بارش در مناطق کوهرنگ، غرب اردل و جنوب غرب لردگان شدت دوچندان گرفت، در تمام مدت احتمال وقوع سیل سراسری در استان چهارمحال و بختیاری مطرح می‌شد.
در ۱۴ مردادماه وقوع سیل خسارات سنگینی به شهروندان استان در بخش‌هایی چون منازل مسکونی، کسب‌وکار، دامداران و کشاورزان وارد آورد. حجم خسارات سیل به استان قابل توجه ارزیابی گشت و تجهیزات امدادی استان برای مقابله با بحران کافی نبود.

#### اقدامات
معاون اجرائی دولت ابراهیم رئیسی، گفت که پس از تخمین خسارت کمک‌هایی جهت جبران برخی از خسارت‌ها بلاعوض به استان اهدا می‌شود، همچنین گفت که ستاد اجرایی فرمان امام برای تأمین دام مورد نیاز دامدارانی که دام آن‌ها در سیلاب تلف شده، اعلام آمادگی کرده. او در توضیح جمع‌آوری کمک برای جبران خسارت به زیرساخت‌های استان گفت که این اعتبار «به‌مرور» تأمین می‌شود.

#### خسارات
در شهرستان کوهرنگ دو مورد مفقودی گزارش شد. خسارات به زیرساخت‌های استان، راه‌های ورودی و خروجی روستاها، منازل، بخش آب رسانی، دامداری و کشاورزی و کسب کار شهروندان وارد شد، در هفتم مرداد گزارش شد که ۲۰۰۰ راس گوسفند عشایر در جریان سیل تلف شده‌اند، ۲۵۰ تن ماهی در مزارع پرورش ماهی بازفت تلف شدند.

## واکنش‌ها
رئیس مرکز پیش‌بینی سازمان هواشناسی در مورد خطر سیل در تهران گفت: باوجود اینکه هواشناسی از قبل هشدارهایی داده بود اما اطلاع‌رسانی دربارهٔ وقوع سیل چندان وسیع نبود. وزارت کشور در تاریخ پنجم مرداد به‌طور گسترده متن زیر را برای اهالی تهران فرستاد:
«پیرو هشدار سطح نارنجی اداره کل هواشناسی استان تهران برای تاریخ (۵/۵/۱۴۰۱)، مبنی بر احتمال بالا آمدن سطح رودخانه‌ها، آب‌گرفتگی معابر و جاری شدن روان آب در مسیل‌ها و احتمال برخورد صاعقه، از شهروندان محترم درخواست می‌شود از هرگونه توقف در بستر و حاشیه رودخانه‌ها و مسیل‌ها اکیداً خودداری کنند.»